# Paul Flechsig
Paul Emil Flechsig (Zwickau, 29 giugno 1847 – Lipsia, 22 luglio 1929) è stato uno psichiatra, anatomista e patologo tedesco.
Docente a Lipsia, descrisse il fascio spinocerebellare posteriore del midollo spinale, composto da neuroni sensitivi che portano l'informazione verso il cervelletto, noto in suo onore come "fascio o tratto di Flechsig".
Nel 1907 teorizzò che l'atto della visione partendo dalla corteccia visiva primaria V1 , fosse separato dalla comprensione della stessa che doveva avvenire nella corteccia associativa circostante.